# Zofija Višnjegorska
Zofija Višnjegorska (nemško Sophie von Weichselburg oz. von Weichselberg), plemkinja iz pomembne rodbine Višnjegorskih, *okoli 1190; † 28. februar 1256 v Admontu).
Zofija je bila hči vplivnega grofa Albrehta Višnjegorskega († 1209), ki je okoli leta 1200 priključil Belo krajino h Kranjski. Kot zadnja predstavnica te rodbine je v zakon s Henrikom Andeškim, mejnim grofom Kranjske in Istre, prinesla bogato zapuščino svojih prednikov, ki je vključevala mnoge posesti takratne Slovenske marke.
Henrik je bil po umoru kralja Filipa Švabskega preganjan in po rehabilitaciji ni morel pridobiti svojega premoženja nazaj ter je kmalu zatem umrl v Slovenj Gradcu.  Kljub temu je zapuščina Višnjegorskih ostala vdoveli Zofiji,  ki pa se je odločila za samostansko življenje.
Vojvoda Oton I. Bambergški iz rodbine Andeških, eden bratov pokojnega moža, je izkoristil priložnost in odkupil to zapuščino. Del kupnine je podarila  samostanu v Dißnu, večino pa samostanu v Admontu, kjer je preživela ostanek svojega življenja. Njen grob se nahaja v stiškem samostanu.